# Suite française

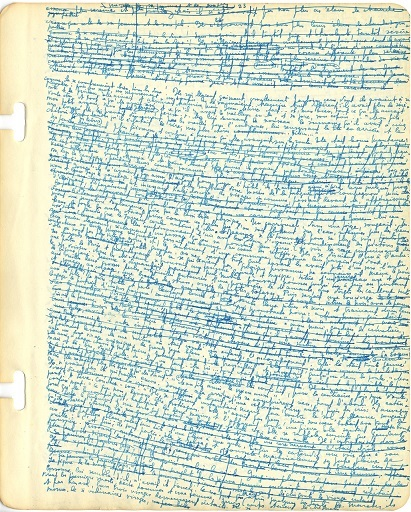
Eine Seite aus dem Manuskript zu Suite française

Suite française ist der Titel eines auf fünf Teile geplanten, aber unvollendet gebliebenen Romans von Irène Némirovsky, einer französischen Schriftstellerin mit ukrainisch-jüdischen Wurzeln. Nachdem sie nur zwei Teile des Romans fertiggestellt hatte („Sturm im Juni“ und „Dolce“), wurde sie im Juli 1942 als Jüdin in Pithiviers festgenommen und dann nach Auschwitz deportiert, wo sie am 17. August 1942 an Fleckfieber starb.
Das Manuskript der ersten beiden Romanteile wurde von ihren Töchtern in einem Koffer aufbewahrt, die es aber erst 1998 als Romanmanuskript erkannten. Es wurde in einem Band unter dem Namen Suite française 2004 auf Französisch veröffentlicht, war sofort ein Erfolg und führte seither zur Wiederentdeckung ihres Werkes, das seit Ende der 1920er Jahre eine bekannte Schriftstellerin aus ihr gemacht hatte, die dann vergessen wurde. 2005 erschien die deutsche Übersetzung von Eva Moldenhauer im Knaus Verlag. Das Buch schildert im ersten Teil die überstürzte Flucht von Pariser Bürgern unterschiedlicher Schichten, sowohl von Intellektuellen und Angehörigen der Bourgeoisie als auch einfachen Menschen, angesichts der drohenden Eroberung der Stadt durch die Deutschen im Juni 1940. Der zweite Teil handelt von der Einquartierung eines deutschen Regiments in dem kleinen Ort Bussy im Jahr 1941 und von den Beziehungen der Besatzer zur einheimischen Bevölkerung.

## Inhalt

### Sturm im Juni
Die Handlung beginnt mit dem Tagesanbruch des 4. Juni 1940 in Paris, nachdem tags zuvor zum ersten Mal deutsche Bomben auf die Stadt gefallen sind und die Bewohner sich auf die Flucht aus der Stadt vorbereiten, um dem von Norden vorrückenden Feind zu entkommen. Némirovsky stellt ausgewählte Personengruppen wie auch Individuen aus verschiedenen gesellschaftlichen Schichten vor, die sich nach der Niederlage der französischen Truppen in der schnellen Auflösung der gesellschaftlichen Ordnung und dem Zerfall der Institutionen um ein Davonkommen bemühen und in Richtung Süden aufbrechen. Die 31 Kapitel sind vor allem durch diesen Rahmen und nur teilweise durch Personen, die mit solchen anderer Handlungsstränge zu tun haben und auch im zweiten Teil vorkommen, miteinander verbunden.
Die großbürgerliche Familie Péricand wird von der Mutter Charlotte geführt. Ihr Mann, als Konservator in der staatlichen Museumsverwaltung tätig, muss noch für die Bewahrung von Kunstschätzen sorgen und vorläufig zurückbleiben. Frau Péricand kümmert sich um ihren vermögenden alten Schwiegervater und vier ihrer fünf Kinder im Alter zwischen 2 und 17 Jahren. Der älteste Sohn ist Pfarrer in der Auvergne, hält sich gerade in Paris auf und soll eine 30-köpfige Gruppe von verwaisten Fürsorgezöglingen im Alter zwischen 14 und 18 Jahren in die Nähe seiner Gemeinde in Sicherheit bringen. Sie werden von einer vom alten Péricand ins Leben gerufenen Stiftung betreut. Charlotte möchte mit Schwiegervater, Kindern und Dienstpersonal nach Nîmes zu ihrer Familie gelangen. Auf der kaum planbaren Reiseroute wird bei einem Halt und der überstürzten Abreise aus einem in Brand geratenen Dorf der auf seinen Rollstuhl angewiesene Schwiegervater – versehentlich? (S. 139) – zurückgelassen, nachdem der 17-jährige Hubert heimlich die Familie verlassen hat, um sich noch kämpfenden Truppenteilen anzuschließen. In ein Hospital gebracht, lässt der sterbende Péricand einen Notar rufen, dem er sein Testament diktiert. Die christliche Nächstenliebe von Philippe Péricand, dem Pfarrer, wird von der Jungengruppe in der Nähe der Loire auf die Probe gestellt. Er findet zu den verschlossenen Jungen keinen rechten Zugang und will sie schnell loswerden. Jedoch verliert er die Kontrolle über sie, die sonst gefügig auf die Töne der Trillerpfeife reagieren, als sie in der Nähe eines verlassenen Schlosses lagern. Zwei der 18-Jährigen, die nachts im Schloss plündern wollen und denen er folgt, schlagen ihn nieder, während die anderen herbeikommen und ihn aus einem Schlossfenster werfen, zum Teich schleppen und mit Steinen bewerfen. Dort bleibt er im Schlamm stecken und stirbt. Charlotte Péricand erfährt, im Juli in Nîmes angelangt, dass ihr Schwiegervater gestorben und angeblich ihre Söhne Philippe bei einem Unfall und Hubert bei Kämpfen bei Moulins (Allier) gegen die Deutschen ums Leben gekommen seien. Noch bevor das für die Toten anberaumte Requiem stattfindet, taucht Hubert aber unversehrt auf.
Gabriel Corte, anerkannter Schriftsteller und mit der Abfassung eines neuen Werkes beschäftigt, möchte die Unglücksnachrichten am liebsten gar nicht wahrhaben und in Paris bleiben, wo er sich um einen Sitz in der Académie française bemüht, um zu den 40 „Unsterblichen“ zu gehören, wie deren auf Lebenszeit gewählte Mitglieder genannt werden. Seine Geliebte Florence muss zum Aufbruch rüsten und darf vor allem das Romanmanuskript nicht vergessen. Die Flucht zwingt ihm die Nähe mit Menschen auf, mit denen er sonst nichts zu tun haben will und die ihm Ekel einflößen. Er muss die Erfahrung machen, dass seine Geldmittel nicht reichen, ihm zum Beispiel in Orléans zu einer angemessenen Unterkunft zu verhelfen. Er erwägt, Frankreich über Bordeaux zu verlassen, erlebt aber so viele Unannehmlichkeiten, dass er schließlich unter Verzicht auf alle Privilegien für die einfachsten Dinge dankbar ist, weil er ganz einfach hungrig und durstig ist (Kapitel 17). Mit Florence gelangt er nach Vichy, wo sich noch im Juni das von den Deutschen geduldete Vichy-Regime für die „unbesetzte Zone“ bildet, wird im Grand Hôtel vom Direktor sogleich als Stammgast willkommen geheißen und kann wieder mit seinesgleichen verkehren. Denn es sind bereits fünf der französischen Schriftsteller von Rang dort eingetroffen. Er fragt sich jedoch, ob sein angefangener Roman noch in die Zeit passe (S. 191).
Das kleinbürgerliche Ehepaar Maurice und Jeanne Michaud arbeitet in der Bank des mit dem Grafen Furière assoziierten Corbin und soll in Corbins Pkw mit nach Tours reisen, wo die Fortsetzung der Banktätigkeit von einer Filiale aus geplant ist. Maurice Michaud ist seit 15 Jahren Buchhalter, Jeanne seit Kriegsbeginn Corbins Sekretärin. Ihr einziger Sohn Jean-Marie ist zum Kriegsdienst eingezogen. Da Corbin aber von seiner Geliebten, der Tänzerin Arlette Corail, gedrängt wird, sie im Wagen nach Tours mitzunehmen, müssen die beiden versuchen, mit dem Zug ans Ziel zu gelangen. Der Bahnhof ist überfüllt, so dass sie sich vergeblich um Zugang bemühen und auf die Straße ausweichen müssen, um im Treck der flüchtenden ärmeren Bevölkerung zu Fuß mitzulaufen. Sie geraten in Fliegerangriffe, da sich unter den Flüchtenden auch Truppenteile befinden, steigen auf einen Militär-LKW und erleben, wie ein Bahnhof, wo ein Zug nach Tours zusammengestellt werden soll, bombardiert und ein Sanitätskonvoi getroffen wird. In diesem Konvoi befindet sich der verletzte Jean-Marie, der auf einen Lkw in ein abgelegenes Bauernhaus transportiert wird. Dort wird er von drei Frauen der Familie Labarie versorgt und erholt sich vor allem durch die Zuwendung Madeleines, die dem Sohn des Hauses versprochen ist.
Jean-Maries Eltern kommen nicht weiter, da die Bahngleise zerstört sind, und kehren nach 14 Tagen nach Paris zurück, wo sie brieflich Verbindung zur Bank aufzunehmen versuchen. Kein einziger Angestellter hat sich nach Tours durchgeschlagen. Auch Corbin hat in der überfüllten und zerstörten Stadt keine Unterkunft gefunden und Arlette Corail verloren. Die flieht mit Corbins Wagen aufs Land, wo sie in einem Gasthof unterkommt und sich um den vor den Deutschen geflohenen Hubert Péricand kümmert, den sie in die Liebe einführt.
Corbin gelangt nach Paris zurück, wo er mit Furière die über ganz Frankreich zerstreuten Bankangelegenheiten wieder zusammenführt und beginnt, sich mit den Deutschen auf Geschäfte einzulassen. Er weiß seine Frau in der unbesetzten Zone und Arlette in Bordeaux. Den Michauds wirft er vor, sich zu spät gemeldet zu haben, und lässt ihnen die fristlose Kündigung zukommen, die nur dadurch abgemildert wird, dass es Jeanne gelingt, von Furière sechs Monatsgehälter als Abfindung zu bekommen.
Jean-Marie Michaud verlässt nach seiner Genesung den Bauernhof, auf den der Sohn Benoît zurückkehrt, nachdem er mit einem Freund aus deutscher Gefangenschaft geflohen ist. Er findet in Paris seine Eltern wieder.
Charlie Langelet ist ein gut situierter 60-jähriger Junggeselle, dessen ganze Leidenschaft seiner Porzellansammlung gilt und der die allzu große Nähe zu seinen Mitmenschen meidet. Er zählt sich zu den „happy few“ (S. 141), zu den wenigen Glücklichen, ein Begriff, der bei Shakespeare („Heinrich V.“) Eingang in die Literatur fand. Ausgesuchte Exemplare seiner Sammlung begleiten ihn auf seiner Flucht, die er nach Spanien plant. In Lissabon möchte er „das abscheuliche, bluttriefende Europa“ verlassen (S. 51). In der Nähe von Gien geht ihm, der ohne Dienstboten allein reist, das Benzin aus. An den Tankstellen gibt es keines mehr. Es gelingt ihm bei einer Rast, ein junges Paar zu übertölpeln und es um dessen Reservekanister zu bringen. Nach halbjähriger Abwesenheit kehrt er, ohne dass seine weiteren Stationen Erwähnung finden, nach Paris zurück, wo er, nachdem er neues Dienstpersonal engagiert hat, bei einem Gange zu einem Treffen mit Bekannten beim unvorsichtigen Überqueren einer Straße stürzt, vom Auto von Arlette Corail, die gerade aus Bordeaux zurückgekehrt ist, erfasst wird und mit zertrümmertem Schädel stirbt.

### Dolce
Der zweite Teil trägt den aus der Musik entlehnten Titel (dolce = sanft, weich, lieblich). Er umfasst 22 Kapitel und spielt in dem fiktiven Dorf Bussy im südlichen Burgund im Zentrum Frankreichs, unweit von Moulins und Vichy noch im von Deutschen besetzten Landesteil am Rande zur unbesetzten Zone.
Bussy wird am Ostersonntag 1941 von deutschen Truppen besetzt. Ein deutscher Offizier, der 24-jährige Bruno von Falk, wird im großen Anwesen der verwitweten Frau Angellier und ihrer Schwiegertochter Lucile einquartiert, wo er das Arbeitszimmer deren in Gefangenschaft geratenen Ehemanns Gaston bewohnt. Lucile ist von ihrem Vater verheiratet worden und aus ihrem abgelegenen Elternhaus zu den Angelliers gezogen. Gaston erhoffte sich irrtümlich durch die Ehe einen Zuwachs seines Vermögens und zog Lucile bald seine vormalige Studentenliebe vor, für die er in Dijon ein Haus gekauft hat, wo er die Hälfte seines Lebens verbringt. Für Lucile bleibt „das Leben in diesen Provinzen in der Mitte Frankreichs [...] üppig und ungesellig; jeder lebt für sich, auf seinem Gut, bringt seinen Weizen ein und zählt sein Geld. Ausgedehnte Gelage und die Jagd füllen die Freizeit aus. Der Marktflecken mit seinen spröden, durch große Gefängnistüren geschützten Häusern, seinen mit Möbeln vollgestopften Wohnzimmern, die immer geschlossen und eiskalt waren, um Brennmaterial zu sparen, war für Lucile der Inbegriff der Zivilisation“ (S. 265). Während die Witwe Angellier dem deutschen Besatzer ihre Abneigung zeigt, fühlt sich Lucile zu ihm hingezogen und stellt bald alle nationalen Zugehörigkeiten für sich in Frage (S. 388 f.). Bruno von Falk spielt Klavier und möchte am liebsten Komponist werden, nach dem Krieg Lucile abholen und mit ihr auf Reisen gehen. Luciles Schwiegermutter errät die Neigungen ihrer Schwiegertochter, zieht sich aus Protest in ihr Zimmer zurück und nimmt sich vor, es nicht mehr zu verlassen. Indessen kommt es zu weiteren Beziehungen zwischen Besatzern und französischen Frauen. Die Schneiderin des Ortes gesteht Lucile offen, dass sie mit einem Deutschen Umgang hat; er kommt ihr gepflegter und umgänglicher vor als die Burschen aus der Gegend (S. 334). (Vgl. hierzu Horizontale Kollaboration.)
Das Haus der Angelliers war bereits im Juni 1940 Zufluchtsort für die Michauds, die sich in einem Brief an Lucile in Erinnerung bringen und noch einmal danken. Sie berichten von der Rückkehr ihres Sohnes aus dem Krieg und möchten wissen, ob Gaston auch wieder zu Hause ist (S. 338).
Jean-Marie hatte auf dem in der Nähe von Bussy gelegenen Bauernhof den zurückgekehrten Benoît Labarie (ab Kapitel 18 lautet der Name Sabarie) eifersüchtig gemacht. Als sympathischer Mensch aus der Großstadt hatte er die Zuneigung von Madeleine gewonnen und erwidert. Jetzt ist Madeleine mit Benoît verheiratet, der sie wiederum mit seiner Eifersucht verfolgt, seit ein junger deutscher Offizier in ihrem Haus einquartiert ist und in dem Bett schläft, in dem Jean-Marie genesen war. Benoît muss seine Flucht aus der Gefangenschaft verschleiern, indem er sich als aus der unbesetzten Zone Zurückgekehrten ausgibt. Er hat auf die Aufforderung der Deutschen, alle Waffen unter Androhung der Todesstrafe abzugeben, nicht reagiert und sein Gewehr behalten. Bei der in Bussy ansässigen adeligen Familie Montmort – Großgrundbesitzer wie die Angelliers, der Mann ist Bürgermeister, seine Frau kümmert sich um Fürsorgezöglinge und organisiert mit den von ihr verachteten Bäuerinnen einen Paketversand an gefangene Franzosen in Deutschland – geht Benoît stehlen, weil die von den Großgrundbesitzern abhängigen Bauern den durch die Kriegslage entstandenen Mangel zu spüren bekommen. Die Vicomte ertappt ihn und möchte, dass ihr Mann ihn von den Deutschen belangen lässt. Als in seinem Haus von den Deutschen nach dem Gewehr gesucht wird, tötet er den jungen Offizier, der den Namen einer französischen Hugenottenfamilie trägt. Seine Frau Madeleine bittet Lucile Angellier, Benoît in ihrem Haus zu verstecken, da er dort wegen der Anwesenheit des Offiziers Bruno von Frank am wenigsten vermutet wird. Die Witwe Angellier versteckt ihn in ihrem Wohnbereich. Lucile kann mit falschen Angaben Papiere bei Bruno von Frank besorgen, mit denen sie Benoît nach Paris bringen kann, wo er bei den Michauds unterkommen soll, bis er seine kommunistischen Freunde wiedergefunden hat (S. 435).
Die deutschen Besatzer feiern im Schlossgarten der Montmorts den Jahrestag des Siegs über Frankreich. Sie werden von der Nachricht des deutschen Überfalls auf die Sowjetunion überrascht und bereiten ihren Abzug aus Bussy für den 1. Juli 1941 vor. Sie sind an die Ostfront abkommandiert. Lucile verabschiedet sich von Bruno von Falk und bittet ihn, „zur Erinnerung an mich soweit irgend möglich Ihr Leben zu schonen“ (S. 442).

### Geplante Fortsetzung
Der dritte Teil sollte „Gefangenschaft“ heißen. Némirovsky skizzierte den Handlungsverlauf, der über das Zusammentreffen von aus der bisherigen Romanhandlung vertrauten und in Paris von den Deutschen gefangen gehaltenen Personen – Benoît, Jean-Marie, Hubert – in die Anfänge der Résistance-Bewegung führen sollte. Gabriel Corte war die Rolle eines Propagandisten des Vichy-Regimes zugeteilt. Für Bruno von Falk war der Tod an der Ostfront geplant. Der vierte und fünfte Teil sollten die noch mit einem Fragezeichen versehenen Titel „Schlachten“ und „Der Frieden“ tragen. Auch für „Sturm im Juni“ und „Dolce“ waren noch Änderungen vorgesehen. So fand die Autorin den Tod Philippe Péricands zu melodramatisch und hätte auch den von Benoît getöteten Offizier leben lassen, weil sie ihn als Figur noch weiterverwenden wollte (vgl. Anhang I; S. 455–462).

## Personen
Bereits in Némirovskys letztem vollendetem Roman Feuer im Herbst bildet der Beginn des Zweiten Weltkriegs den Hintergrund für den Schluss des Romans, der aus einer unheilvollen Ereigniskette und dem Verhalten der agierenden Personen aus dem Ersten Weltkrieg abgeleitet wird. Hier geht es ausschließlich um den Zeitraum zwischen Juni 1941 und Juni 1942, der in der Erinnerung aller beteiligten Personen aber an die Erfahrungen des Ersten Weltkrieges gebunden bleibt.
Die Autorin zeigt deutlich, wem ihre Anti- und Sympathien gelten, die sie in etwa zur Hälfte auf die von ihr dargestellten Personen verteilt.
Ganz schlecht schneiden Gabriel Corte, der Bankdirektor Corbin und Charlie Langelet ab. Was sie ihnen zum Vorwurf macht, ist, dass sie aus ihrer Selbstgefälligkeit und der Verachtung der großen Masse ihrer Mitmenschen einschließlich ihrer Dienstboten oder gar der Ehefrauen und Geliebten keinen Hehl machen und vor allem an Besitzstandswahrung, Aufrechterhaltung der überlieferten gesellschaftlichen Hierarchien und ihren männlichen Privilegien Interesse zeigen. Dabei zeigen sie in der Krise unverhohlen und von allen zivilisatorischen Fesseln und Anstandsregeln befreit ihren sich immer auch über die Handhabung von Geld vermittelten Machttrieb und Egoismus. Charlie Langelet als unnützestes Mitglied der Gesellschaft kann von der Autorin am leichtesten geopfert werden. Joris-Karl Huysmans, neben Oscar Wilde wichtiger Bezugspunkt in Némirovskys literarischer Bildung, hatte der Figur des dekadenten Ästheten bereits 1894 in Gegen den Strich ein Denkmal gesetzt. Corte und Corbin lässt sie hingegen die Krise unbelehrt und bestärkt in der Verachtung ihrer Mitmenschen überstehen und schnelles Auskommen mit den neuen Mächtigen, nämlich dem Vichy-Regime und den deutschen Besatzern, finden.
Die adelige Montfort-Großgrundbesitzerfamilie, ebenfalls zum schnellen Arrangement mit den Besatzern bereit, aber nicht von so weitreichendem Einfluss wie Corte oder Corbin, werden nicht weniger hart geschildert, so dass auch in dem mildtätigen Engagement der Vicomtesse nur eine Form misslingender christlicher Nächstenliebe zum Vorschein kommen kann.
Eine Zwischenstellung nehmen die Péricands ein, bei denen Charlotte die Familiengeschicke zu steuern versucht. Sie macht es im Sinne des ihr anerzogenen konservativen bürgerlichen Geistes, den sie nicht in der skeptisch beobachteten Dritten Französischen Republik, sondern in katholischen Traditionen verankert sieht, denen sie sich widerstandslos fügt, weil „jeder hinieden sein Kreuz tragen“ muss (S. 13). Der Familienegoismus bringt sie auf der Flucht schnell an die Grenze ihrer Nächstenliebe, die „wie eitler Zierat“ von ihr abfällt und „ihre ausgedörrte, nackte Seele“ enthüllt (S. 67). Auch Philippe ist für die Autorin kein überzeugender Priester. Harte Vorbehalte gelten ebenfalls der verwitweten Frau Angellier, die von Némirovsky zur „gierigen, materialistischen Bourgeoisie“ gerechnet wird (S. 332). Aber aus Abneigung gegenüber den Deutschen versteckt sie den des Kommunismus verdächtigten Benoît Labarie vor ihnen. Wegen seiner Eifersucht und seiner rohen Umgangsformen gehört dieser nicht zu Némirovskys Sympathieträgern.
Hubert Péricand gewinnt hingegen zunehmend ihre Sympathien, weil er seiner Jugend wegen noch nicht so festgelegt ist und während der Abwesenheit von seiner Familie einen Erfahrungsschatz sammeln kann, der ihn mit seinen Angehörigen schonungslos abrechnen lässt (S. 189 f.). Die vorbehaltlose Zuneigung der Autorin gehört den drei Michauds, Madeleine Labarie und Lucile Angellier. Sie alle sind nur oberflächlich an die Zwänge der sie umgebenden Gesellschaft angepasst und sind diejenigen, denen die Autorin den größten Freiheitsspielraum zugesteht. Jeanne und Marcel Michaud haben gegen den Willen ihrer Eltern 1914 geheiratet und in Paris in vergleichsweise armen Verhältnissen, aber durch die Verlässlichkeit ihrer Beziehung ihre kleinbürgerlichen Verwirklichungsmöglichkeiten gefunden. Maurice vor allem zeichnet sich durch eine gelassene Toleranz bei allen Widrigkeiten der Flucht aus („Sturm im Juni“, Kapitel 11, vor allem S. 69).
Madeleine Labarie und Lucile Angellier ähneln sich in der Anpassung den Verhältnissen gegenüber, in denen sie zu leben gezwungen sind, gleichzeitig setzen sie aber durch ihre Bereitschaft, sich auf Fremdes und Fremde offen einzulassen, ein Fragezeichen hinter die von ihren Lebensumständen bedingten Fesseln. Ihnen sind noch nicht die entsprechenden Selbstverwirklichungsmöglichkeiten begegnet, weshalb Lucile bei aller Liebe zu Bruno von Frank auf ihrer Distanz zu ihm besteht. Auch Bruno von Frank fühlt sich zu anderem bestimmt als Soldat zu sein, weshalb die Autorin ihn, der wie Lucile verheiratet ist, in keine unangenehme Situation geraten lässt, in der er als Besatzer die in ihm verkörperte brutale Macht durchzusetzen hätte.

## Kater Albert
Besonderer Erwähnung bedarf Kapitel 20 in „Sturm im Juni“. Es ist Nacht in dem Dorf, in dem die Péricands rasten und das am nächsten Morgen brennen wird. Alle handelnden Personen schlafen. Es ist die Zeit für Kater Albert, der die Familie begleitet und im Bett von Tochter Jacqueline sein Lager hat. Bisher kannte er nur die Stadt. Es gelingt ihm, durch das geöffnete Fenster ins Freie zu springen. Für die Autorin eine Gelegenheit, aus der Perspektive des Katers die nächtliche Natur zu schildern und verführerische Geruchsqualitäten zu evozieren. Die entfernten Kriegsgeräusche der Explosionen werden zu Naturlauten, die die Fenster erzittern und kurzzeitig angstvolle Worte aus den Fenstern schwirren lassen. Der Kater folgt seinem Jagdinstinkt, fängt einen Vogel, trinkt mit Wonne und geschlossenen Lidern dessen warmes Blut und frisst ihn. Im Morgengrauen verkriecht er sich wieder in Jacquelines Bett, während kurz darauf die Pulverfabrik in die Luft fliegt und das Dorf in Brand steckt. – Hier scheinen in anderer Perspektive die Überlegungen von Maurice Michaud ihre Fortsetzung zu finden, als er sich einen Reim auf die mit ihm fliehenden Menschen zu machen versucht: „Die Leute um ihn herum glaubten, das Schicksal habe es ganz besonders auf sie, auf ihre armselige Generation abgesehen; er dagegen erinnerte sich daran, dass zu allen Zeiten Fluchtbewegungen stattgefunden hatten. [...] Niemand hatte dieser zahllosen Toten je teilnahmsvoll gedacht. Für ihre Nachkommen hatten sie nicht mehr Bedeutung als geschlachtete Hühner“ (S. 69).

## Rezeption
Das Romanfragment, das in den vollendet wirkenden beiden Teilen das erste Kriegsjahr zur Anschauung bringt, hat der Autorin posthum eine Anerkennung in der internationalen Literaturwelt beschert, die sich inzwischen auch auf das wiederentdeckte, neu aufgelegte und fast vollständig auch ins Deutsche übertragene Gesamtwerk erstreckt. Das deutsche Feuilleton war sich bei Erscheinen des Romans mit der französischen und angloamerikanischen Literaturkritik einig, dem Talent einer großen Schriftstellerin zu begegnen.
Der Erfolg des Buches erklärt sich auch vor dem Hintergrund, dass es seit den 1990er Jahren und vermehrt in den letzten Jahren in Frankreich nach jahrzehntelanger Tabuisierung, die vor allem die unehelichen Kinder von deutschen Soldaten (Wehrmachtskind) und ihre in Schande lebenden Mütter (siehe auch Horizontale Kollaboration) betraf, zu einer flächendeckenden Untersuchung des Umgangs mit der so genannten sentimentalen oder horizontalen Kollaboration gekommen ist, das heißt mit den Liebesbeziehungen zwischen deutschen Besatzern und französischen Frauen (vgl. Commission d’Épuration). Dem ist im französischen Film bei Alain Resnais bereits 1959 mit Hiroshima mon amour eine noch folgenlos bleibende Auseinandersetzung vorausgegangen, die zufälliger- oder bezeichnenderweise von der Drehbuchautorin Marguerite Duras genau in die Gegend verlegt wurde, in der auch „Dolce“ spielt, nämlich nach Nevers an der Loire.

## Film
Das Romanfragment diente als Vorlage für den Film Suite française – Melodie der Liebe aus dem Jahr 2015.

## Ausgaben
- Französische Originalausgabe: Suite française. Denoël, Paris 2004, ISBN 2-207-25645-6.
- Deutsch: Suite française. Übersetzung von Eva Moldenhauer. Knaus, München 2005, ISBN 3-8135-0260-0.
- E-Book: Suite française. Übersetzung von Eva Moldenhauer. Knaus, München 2014, ISBN 978-3-641-14735-8.